# Schwarz, Rot, Gold
Schwarz, Rot, Gold  ist ein Werk von Gerhard Richter aus dem Jahr 1999 (Werkverzeichnis 856). Es entstand als Auftragsarbeit für den Deutschen Bundestag und ist in der Westeingangshalle des Reichstagsgebäudes direkt gegenüber Richters Gemäldezyklus Birkenau (2014) installiert.

## Geschichte
Die Tafeln 647 bis 655 in Richters „Atlas“ dokumentieren den Entwurfsprozess von Schwarz, Rot, Gold. „Anhand der Atlas-Tafeln zur Auftragsarbeit des Deutschen Bundestags lässt sich nachvollziehen, wie Richters Versuche mit Fotografien aus Konzentrationslagern schließlich zur Arbeit Schwarz, Rot, Gold […] führten.“
Richter probierte zunächst verschiedene Verfremdungstechniken aus. Nach einer Reihe vielfarbiger Anordnungen und frei verteilter geometrischer Flächen, nach Versionen mit langen, senkrechten Farbbahnen, die in ihrem Format an typische Flaggen erinnern, reduzierte er die Palette schließlich auf die Farben Schwarz, Rot und Gold, die symbolträchtigen Farben der deutschen Nationalflagge. In der endgültigen Komposition sind die Farben, ähnlich wie in der Farbfeldmalerei, in extremem Hochformat in drei übereinander angeordneten, jeweils zweigeteilten Feldern geschichtet.
Bei Schwarz, Rot, Gold handelt es sich nicht um eine simple Flaggen-Adaption, sondern um abstrakte Farbflächen, die mit der symbolischen Bedeutung der Farbkombination spielen.
Die als Spiegel konzipierten Bilder reflektieren nicht nur den Raum mit seinen Besuchern, auch die gegenüber von Schwarz, Rot, Gold installierten Birkenau-Bilder werden auf der Hochglanzoberfläche gespiegelt. Von einem bestimmten Betrachterstandpunkt aus gesehen, spiegelt sich dort ebenfalls die vor dem Reichstagsgebäude installierte reale Bundesflagge.

## Material und Konstruktion
Die  sechs Glaselemente, jeweils zwei für ein Farbfeld, wurden Anfang 1999 bei BGT Bischoff Glastechnik in Bretten, einer Spezialfirma, die auch für die Verglasung von Norman Fosters Berliner Reichstagskuppel verantwortlich war, produziert und Ende April auf einer Edelstahlkonstruktion vor Ort montiert. Die Einzelgröße der Verbundsicherheitsgläser beträgt 1580 × 6860 mm.
Jedes Element wurde aus zweimal teilvorgespanntem, eisenoxydarmem Floatglas und 1,52 mm dicker PVB-Folie hergestellt. Die einzelnen Elemente sind rückseitig  emailliert.
In dem Farbfeld Gold wurde ein Kilogramm Gold mitverarbeitet.